# Oliver Joseph Lodge
Oliver Joseph Lodge (12 de junio de 1851 - 22 de agosto de 1940) nació en Penkhull cerca de Stoke-on-Trent. Fue un físico y escritor británico, envuelto en el desarrollo de la telegrafía sin hilos. Fue la primera persona en transmitir una señal de radio (en 1894, un año antes de que Guillermo Marconi hiciera lo propio), y recibió reconocimiento internacional por su trabajo.
Lodge también es conocido por sus investigaciones sobre el éter, que se postuló como la sustancia en la que se movían las ondas y que llenaba todo el espacio. En 1893 ideó un experimento que ayudaría a desacreditar esta teoría [cita requerida]. Otros de sus trabajos incluyen investigaciones sobre la luz, el origen de la fuerza electromotriz en la célula voltaica, la electrólisis, y la aplicación de la electricidad en la dispersión de la niebla y el humo.

## Biografía

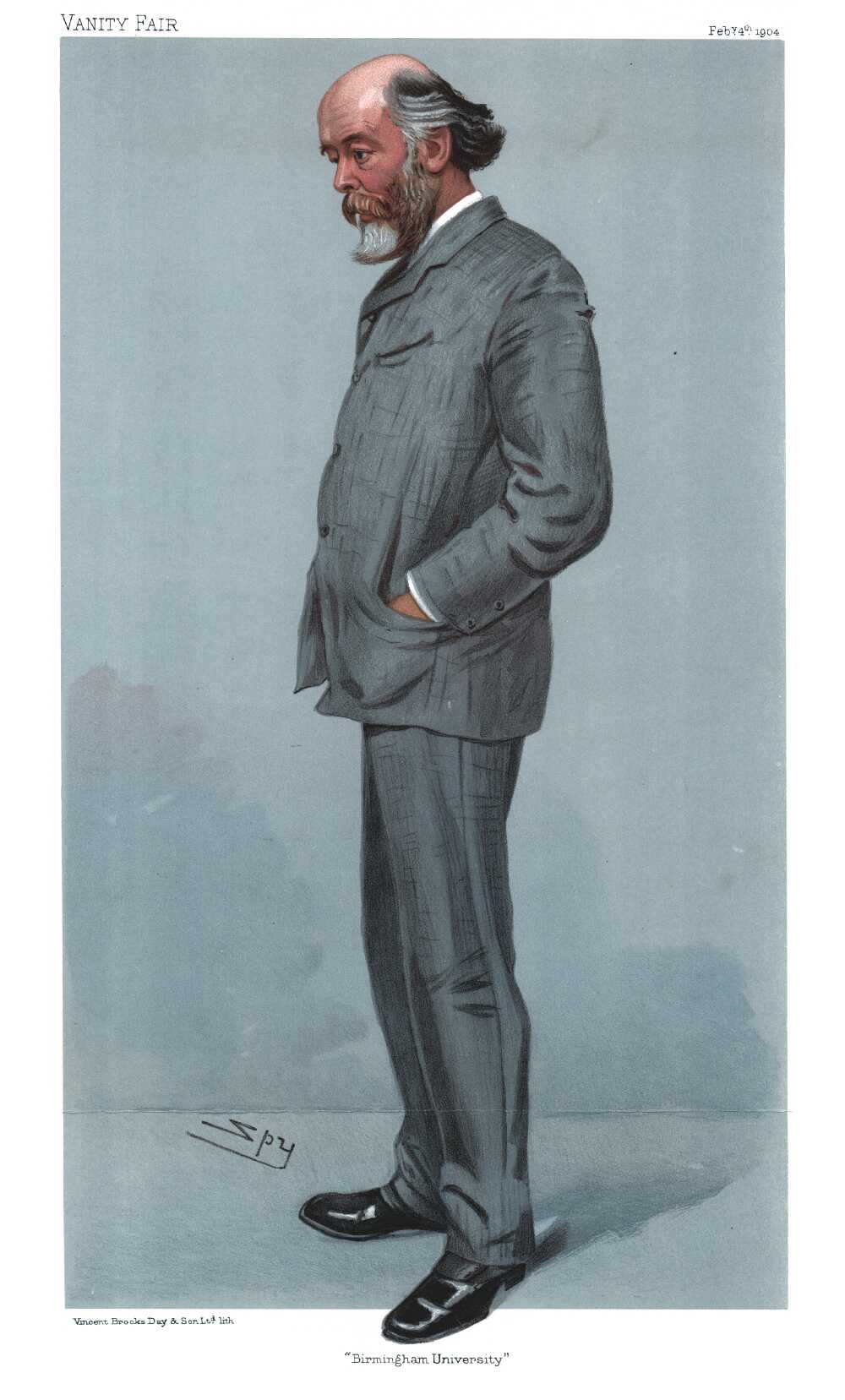
Oliver Joseph Lodge.

Oliver Lodge nació en 1851 en Penkhull, en lo que ahora es Stoke-on-Trent, y estudió en la Adams' Grammar School, de Newport, Shropshire. Era el mayor de ocho hermanos y una hermana, hijos de Oliver Lodge (1826-1884) (comerciante de arcilla de caolín en Wolstanton, Staffordshire) y de su esposa, Grace Heath (1826-1879). De entre sus hermanos tuvieron carreras destacables Sir Richard Lodge (1855-1936), historiador; Eleanor Constance Lodge (1869-1936), historiadora y directora del Westfield College de Londres; y Alfred Lodge (1854-1937), matemático.
En 1865, Lodge, a la edad de catorce años, entró en el negocio de su padre (Oliver Lodge & Son) como un agente de ventas de arcilla para B. Fayle & Co a los talleres de cerámica. Continuó ayudando a su padre hasta que cumplió veintidós años. La buena marcha del negocio familiar le permitió asistir a clases de física en Londres y al Instituto local de Wedgwood.

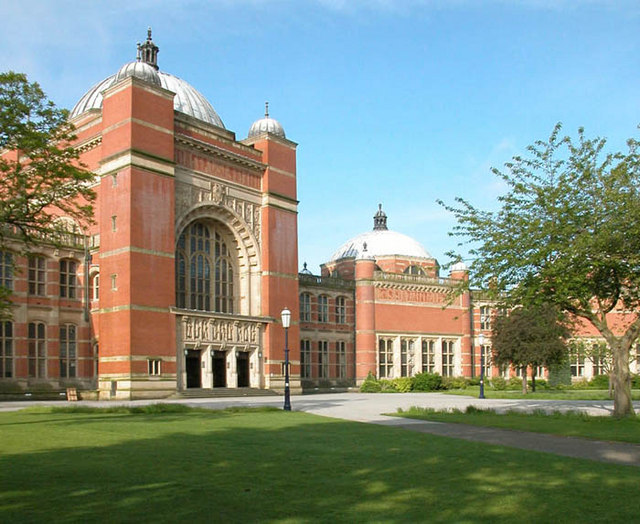
Universidad de Birmingham

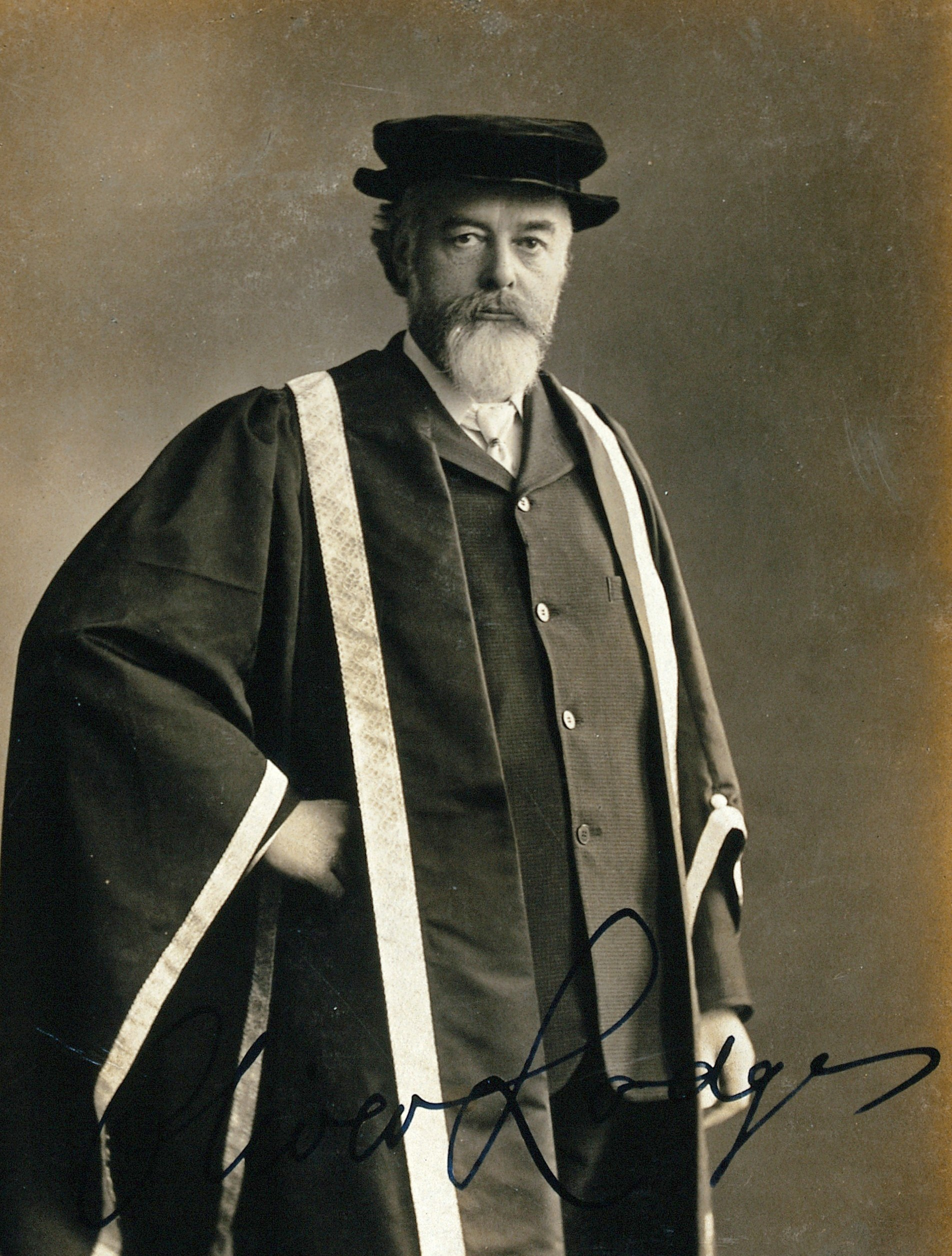
Sir Oliver Joseph Lodge

Lodge obtuvo una licenciatura en Ciencias de la Universidad de Londres en 1875 y un doctorado en Ciencias en 1877. Fue nombrado profesor de física y matemáticas en Universidad de Liverpool en 1881. En 1900 se trasladó de nuevo desde Liverpool a la región central y se convirtió en el primer director de la nueva Universidad de Birmingham, permaneciendo allí hasta su retiro en 1919. Supervisó el inicio del traslado de la universidad desde Edmund Street, en el centro de la ciudad, a su actual campus en Edgbaston. Lodge fue galardonado con la Medalla Rumford de la Royal Society en 1898 y fue nombrado caballero por el rey Eduardo VII en 1902. En 1928 fue nombrado hijo predilecto de su ciudad natal, Stoke-on-Trent.
Se casó con Mary Fanny Alexander Marshall en la iglesia de San Jorge, Newcastle-under-Lyme en 1877. Tuvieron doce hijos, seis varones y seis hembras: Oliver William Foster (1878-1955), Francis Brodie (1880-1967), Alec (1881-1938), Lionel (1883-1948), Noel (1885-1962), violeta (1888-1924), Raymond (1889-1915), Honor (1891-1979), Lorna (1892-1987), Norah (1894-1990), Barbara (1896-1983), y Rosalynde (1896-1983). Cuatro de sus hijos entraron en el negocio familiar organizado a partir de las invenciones de Lodge. Brodie y Alec crearon la Lodge Plug Company, que fabricaba bujías para automóviles y aviones. Lionel y Noel fundaron una compañía que produjo un dispositivo electrostático para la limpieza de humo de las fábricas de fundición. Oliver, el hijo mayor, se convirtió en poeta y escritor.
En su vida política Lodge fue un miembro activo de la Fabian Society y publicó dos tratados: Socialismo e Individualismo (1905) y Servicio Público frente a gasto privado, del que fue coautor con Sidney Webb, George Bernard Shaw y Sidney Ball. Fue invitado varias veces a dar conferencias en la London School of Economics.
En 1889 Lodge fue nombrado Presidente de la Sociedad de Física de Liverpool, un cargo que mantuvo hasta 1893. La sociedad todavía se mantiene activa a día de hoy, aunque a cargo del alumnado. También fue Presidente de la Asociación Británica desde 1912 a 1913.
Después de su retiro en 1920, Sir Oliver y Lady Lodge se establecieron en Normanton House, cerca del lago en Wiltshire, a unas pocas millas de Stonehenge. Están enterrados en la iglesia parroquial St. Michael de Wilsford cum Lake. Su hijo mayor Oliver y su hija mayor Violeta están enterrados en la misma iglesia.

## Realizaciones

### El electromagnetismo y la radio
J. C. Maxwell publicó en 1873 A Treatise on Electricity and Magnetism, obra que hacia 1876 Lodge estaba estudiando con atención. Dadas sus limitaciones en física-matemática (tanto por aptitud como por formación), sus dos primeros trabajos versaron sobre la descripción de un mecanismo (de cadenas y poleas) que podía servir para ilustrar los fenómenos eléctricos, tales como la conducción y la polarización. De hecho, Lodge empezó a ser conocido por su defensa y participación en la elaboración de la teoría del éter para intentar explicar los postulados de Maxwell. Expuso sus puntos de vista sobre el éter en su obra "Modern Views of Electricity" (1889) y continuó defendiendo esas ideas hasta bien entrado el siglo XX ("Ether and Reality", 1925).
Ya en 1879 Lodge se interesó en la generación (y detección) de ondas electromagnéticas, algo que nunca había considerado Maxwell. Este interés continuó durante toda la década de 1880, pero algunos obstáculos ralentizaron el progreso de Lodge. En primer lugar, pensó en términos de generación de ondas de luz con frecuencias muy altas, en lugar de ondas de radio con frecuencias mucho más bajas. En segundo lugar, su buen amigo George Francis FitzGerald (de cuya orientación teórica dependía Lodge) le aseguró (incorrectamente) que "las ondas de éter no podían ser generadas de forma electromagnética."  FitzGerald más tarde corrigió su error, pero en 1881 Lodge había aceptado un puesto de profesor en la Universidad de Liverpool, lo que limitó su tiempo y su energía para la investigación.
En 1887 la Royal Society of Arts le planteó dar una serie de conferencias sobre los rayos, incluyendo la cuestión de por qué los pararrayos a veces no funcionaban. Lodge tuvo la oportunidad de llevar a cabo una investigación científica, simulando rayos mediante la descarga de botellas de Leyden sobre una gran longitud de cable de cobre. Descubrió que la descarga tendía a tomar una ruta más corta de alta resistencia con el salto de chispas en vez de tomar una ruta más larga de resistencia más baja a través de un aro de alambre de cobre. Presentó estos primeros resultados, mostrando lo que pensaba que podía ser el efecto de la inductancia en la trayectoria de un rayo en su lectura de mayo de 1888.
En otros experimentos analizó las chispas entre dos cables largos de 29 metros, y se dio cuenta de que se producía una gran chispa cerca del extremo de los cables, lo que parecía ser consistente con la longitud de onda de oscilación producida en el conjunto de botellas de Leyden, con una onda que se reflejaba en el extremo del cable. En una habitación oscura, también advirtió a lo largo del alambre un brillo a intervalos regulares de media longitud de onda, interpretando este hecho como evidencia de que se estaban generando y detectando las ondas electromagnéticas de Maxwell. Mientras estaba de vacaciones de verano, le llegó la noticia de que Heinrich Hertz había estado llevando a cabo trabajos sobre el electromagnetismo en Alemania, y que había publicado una serie de documentos que probaban la existencia de las ondas electromagnéticas y su propagación en el espacio libre. Lodge presentó su propio documento sobre las ondas electromagnéticas a lo largo de los cables en septiembre de 1888 en la reunión de la Asociación Británica para el Avance de la Ciencia en Bath, añadiendo una posdata que reconoce el trabajo de Hertz, diciendo: "Todo el tema de la radiación eléctrica en sí parece que se resuelve magníficamente."
El 1 de junio de 1894, en una reunión de la Asociación Británica para el Avance de la Ciencia en la Universidad de Oxford, Lodge dio una conferencia conmemorativa del trabajo de Hertz (recientemente fallecido) y la prueba del físico alemán de la existencia de las ondas electromagnéticas 6 años antes. Lodge incidió en la naturaleza cuasi óptica de las "ondas hertzianas" (ondas de radio) y demostró su similitud con la luz y la visión, que incluye la reflexión y la transmisión. Más tarde, en junio y el 14 de agosto de 1894 se hicieron experimentos similares, aumentando la distancia de transmisión hasta 55 metros. Lodge utilizaba un detector denominado  cohesor  (inventado por Edouard Branly), un tubo de vidrio que contiene partículas de metal entre dos electrodos. Cuando la pequeña carga eléctrica de las ondas de una antena se aplica a los electrodos, las partículas de metal se pegan entre sí, haciendo que el dispositivo permita el paso de la corriente de una batería. En la configuración de Lodge, los leves impulsos desde el cohesor eran detectados por un galvanómetro de espejo que desviaba un haz de luz proyectado sobre él, dando una señal visual de que se ha recibido el impulso. Después de recibir una señal, las limaduras de metal en el cohesor debían ser despegadas mediante vibrado manual o por la acción de las vibraciones de un timbre. Todo esto sucedía un año antes de que Marconi hiciera público en 1895 un sistema de radio-telegrafía sin hilos, que contenía muchos de los elementos básicos que se utilizarían en los sistemas inalámbricos posteriores de Marconi. Este hecho supuso el inicio de cerca de una década de conflictos de prioridad con la Compañía Marconi acerca de la invención de la tecnología de la telegrafía inalámbrica (radio). En el momento de la disputa, estaba extendida la opinión del físico John Ambrose Fleming, que señalaba que el trabajo de Lodge fue un experimento de física, no una demostración de la transmisión de señales telegráficas. Lodge trabajó más adelante con Alexander Muirhead en el desarrollo de dispositivos específicamente para la telegrafía sin hilos.
En enero de 1898 Lodge presentó un documento sobre sintonización de ondas que recibió una patente ese mismo año. El sintonizador permitió seleccionar frecuencias específicas para ser utilizados por el transmisor y el receptor en un sistema de comunicación inalámbrica. La Compañía Marconi tenía un sistema de sintonización similar, lo que se añadió a la disputa de la prioridad sobre la invención de la radio. Cuando la patente de sintonizador de Lodge fue ampliada en 1911 por otros 7 años, Marconi resolvió el conflicto comprando la patente sintónica en 1912 y dando a Lodge una posición (honorífica) como "asesor científico".

### Otros trabajos
Lodge llevó a cabo investigaciones científicas sobre la fuente de la fuerza electromotriz en las células voltaicas, la electrólisis, y la aplicación de electricidad a la dispersión de la niebla y el humo. También hizo una importante contribución al automovilismo cuando patentó una forma de bujía eléctrica para el motor de combustión interna (encendido Lodge). Posteriormente, dos de sus hijos desarrollaron sus ideas y en 1903 fundaron la compañía Lodge Bros. También hizo descubrimientos en el campo de transmisión inalámbrica. En 1898, Lodge obtuvo una patente sobre altavoces de bobina móvil que utilizan una bobina conectada a un diafragma y suspendida en un fuerte campo magnético.

## Espiritismo

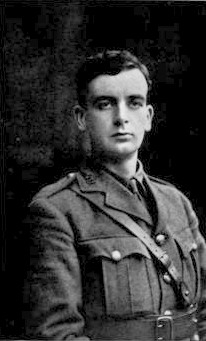
El hijo más joven de Lodge, el teniente segundo Raymond Lodge, murió en combate en la Primera Guerra Mundial. Oliver trató de conectar con Raymond en el más allá

Lodge es recordado por sus estudios sobre la investigación psíquica y el espiritismo. Comenzó a interesarse por los fenómenos psíquicos por primera vez (principalmente la telepatía) a finales de la década de 1880; fue miembro del The Ghost Club; y  presidió la Society for Psychical Research con sede en Londres de 1901 a 1903. Después de que su hijo Raymond muriese en la Primera Guerra Mundial en 1915, visitó a varios médiums y escribió acerca de sus experiencias en un buen número de libros, incluyendo el éxito de ventas Raymond o vida y muerte (1916). Fue amigo de Arthur Conan Doyle, que también perdió un hijo en la Primera Guerra Mundial y fue espiritista.
Lodge fue un espiritista cristiano. En 1909 publicó el libro La supervivencia del hombre, que expresó su creencia de que la vida después de la muerte había sido demostrada por los médiums. Su libro más controvertido fue Raymond o vida y muerte (1916). El libro documenta las sesiones de la médium Gladys Osborne Leonard a las que él y su esposa habían asistido. Lodge fue convencido de que su hijo Raymond se había comunicado con él y el libro es una descripción de las experiencias de su hijo en el mundo de los espíritus. Según el libro, Raymond había informado de que las personas que habían muerto todavía conservaban su personalidad cuando pasaron al más allá, donde había casas, árboles y flores; porque el mundo de los espíritus tenía un aspecto similar a la tierra, pero no había ninguna enfermedad. El libro también afirma que los soldados muertos en la Primera Guerra Mundial fumaban cigarros y recibían whisky en el mundo de los espíritus. Debido a estas afirmaciones, el libro fue muy criticado. Walter Cook escribió una refutación de las afirmaciones de Lodge, titulada Reflexiones sobre Raymond (1917), que desafió directamente las creencias de Lodge sobre el espiritismo.
Paul Carus escribió sobre las publicaciones acerca del espiritismo de Lodge que: "...la parte más triste de la misma [historia de mediums] consiste en el hecho de que un gran científico, nada menos que Sir Oliver Lodge, ha publicado el libro."
El trabajo científico sobre la radiación electromagnética había convencido a Lodge de la existencia del éter, que llenaba el universo entero, y llegó a creer que el mundo de los espíritus podía existir en el éter. Como espiritista cristiano, Lodge había escrito que "la resurrección de Jesús narrada en la Biblia se refiere a que el espíritu etéreo de Cristo se hizo visible a sus discípulos después de la crucifixión".
Por la década de 1920 la física del éter había sido socavada por la teoría de la relatividad, y sin embargo, Lodge todavía defendía la teoría del éter y rechazaba la relatividad. Ligado a su creencia en el espiritismo, Lodge también había asumido una teoría sobre la evolución espiritual que promovió en sus obras Man and the Universe (1908) y Making of Man (1924), y en sus conferencias sobre evolución teista en el Charing Cross Hospital y en el Christ Church, de Westminster. Sus conferencias fueron publicadas en el libro Evolution and Creation (1926).
Janet Oppenheim ha señalado que el interés de Lodge en el espiritismo "llevó a algunos de sus colegas científicos a preguntarse si su mente no había sido destruida." En 1913, el biólogo Ray Lankester criticó las opiniones espiritualistas de Lodge como no científicas, acusándole de engañar al público. Sin embargo, los físicos Heinrich Hertz y Max Planck expresaron su interés en las investigaciones heterodoxas de Lodge sobre la mediumnidad y la telepatía.
Lodge no es el único caso de celebridad tan sincera como ingenuamente embaucada por los espiritistas. Además de su amigo, el ya citado Arthur Conan Doyle, figuras de la talla del físico William Crookes y del matemático Augustus de Morgan fueron seducidas por el estudio más o menos riguroso de presuntos fenómenos paranormales, tan en boga desde las postrimerías de la Época Victoriana hasta el período comprendido entre las dos Guerras Mundiales.

## Publicaciones
Lodge escribió más de 40 libros, sobre espiritismo, éter, teoría de la relatividad, y la teoría del electromagnetismo:
- Pioneers of Science, 1893
- The Work of Hertz and Some of His Successors, 1894 (after Signalling Through Space Without Wires, 1900)
- Electric Theory of Matter. Harper's Magazine. 1904. (O'Neill's Electronic Museum)
- Life and Matter, 1905
- Public Service versus Private Expenditure, co-authored with Sidney Webb, 1905
- The Substance of Faith Allied With Science. A Catechism for Parents and Teachers, 1907
- Electrons, or The Nature and Properties of Negative Electricity, 1907
- Man and the Universe, 1908
- Survival of Man, 1909
- The Ether of Space, May,1909. ISBN 1-4021-8302-X (paperback), ISBN 1-4021-1766-3 (hardcover)
- Reason and Belief, 1910. Book Tree. February 2000. ISBN 1-58509-226-6
- Modern Problems, 1912
- Science and Religion, 1914
- The War and After, 1915
- Raymond or Life and Death, 1916
- Christopher, 1918
- Raymond Revised, 1922
- The Making of Man, 1924
- Of Atoms and Rays, 1924
- Ether and Reality, 1925. ISBN 0-7661-7865-X
- Relativity – A very elementary exposition. Paperback. Methuen & Co. Ltd. London. 11 June 1925
- Talks About Wireless, 1925
- Ether, Encyclopædia Britannica, Thirteenth Edition, 1926
- Evolution and Creation, 1926
- Science and Human Progress, 1927
- Modern Scientific Ideas. Benn's Sixpenny Library No. 101, 1927
- Why I Believe in Personal Immortality, 1928
- Phantom Walls, 1929
- Beyond Physics, or The Idealization of Mechanism, 1930
- The Reality of a Spiritual World, 1930
- Conviction of Survival, 1930
- Advancing Science, 1931
- Past Years: An Autobiography. Charles Scribner's Sons, 1932; Cambridge University Press, 2012
- My Philosophy, 1933

## Parientes notables
- Fiona Godlee, médico y editor (bisnieta)
- Percy John Heawood, matemático (primo)
- Alexander Lodge, inventor (hijo)
- Alfred Lodge, matemático (hermano)
- Carron O Lodge, artista
- Eleanor Constance Lodge, historiadora (hermana)
- Francis Graham Lodge, artista
- George Edward Lodge, artista (primo)
- Oliver W F Lodge, poeta y autor (hijo)
- Sir Richard Lodge, historiador (hermano)
- Samuel Lodge, clérigo y autor (tío)
- Tom Lodge, autor y locutor de radio (nieto)
- David Trotman, matemático (bisnieto)

## Lecturas relacionadas
- Walter Cook. (1917). Reflections on "Raymond". London: Grant Richards.
- John Arthur Hill. (1932). Letters from Sir Oliver Lodge: Psychical, Religious, Scientific and Personal. Cassell and Company.
- Steve Hoffmaster. (1986). Sir Oliver Lodge and the Spiritualists. In Kendrick Frazier. Science Confronts the Paranormal. Prometheus Books. pp. 79-87.
- Paul Hookham. (1917). Raymond: A Rejoinder Questioning The Validity of Certain Evidence and of Sir Oliver Lodge's Conclusions Regarding It. B. H. Blackwell.
- W. P. Jolly. (1974). Sir Oliver Lodge: Psychical Researcher and Scientist. London: Constable.
- Alfred W. Martin. (1918). Psychic Tendencies of To-Day, An Exposition and Critique of New Thought, Christian Science, Spiritualism, Psychical Research (Sir Oliver Lodge) and Modern Materialism in Relation to Immortality. D. Appleton and Company.
- Walter Mann. (1919). The Follies and Frauds of Spiritualism. Rationalist Association. London: Watts & Co.
- Joseph McCabe. (1914). The Religion of Sir Oliver Lodge. London: Watts & Co.
- Charles Arthur Mercier. (1917). Spiritualism and Sir Oliver Lodge. London: Mental Culture Enterprise.
- Peter Rowlands. (1990). Oliver Lodge and the Liverpool Physical Society. Liverpool University Press.